# Lawrence Doherty

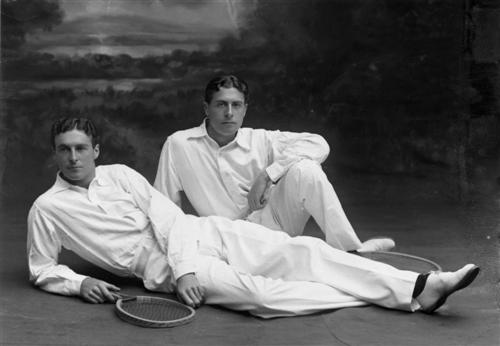
Bröderna Doherty, Lawrence till höger.

Hugh Lawrence (Laurence) "Laurie" Doherty, även kallad Little Do, född 8 oktober 1875 i Wimbledon i London, död 21 augusti 1919 i Broadstairs i Kent, var den yngre av de två framgångsrika brittiska tennisspelande bröderna Doherty.
Totalt hemförde Laurie sex singeltitlar i det som numera kallas Grand Slam-turneringar, och tillsammans med brodern Reggie åtta Wimbledontitlar i dubbel (de spelade 11 finaler under tiden 1896–1906). 
Laurie Doherty upptogs 1980, tillsammans med Reggie i International Tennis Hall of Fame.

## Tenniskarriären
Laurie Doherty vann Wimbledonmästerskapen fem år i följd (1902–1906) och hade dessförinnan varit i final mot brodern Reginald Doherty 1898. Sin första titel vann han genom finalseger över titelförsvararen och landsmannen Arthur Gore (6-3, 6-3, 2-6, 5-7, 6-1). Som regerende mästare var han följande säsong direktkvalificerad till finalen (Challenge Round). Han utmanandes 1903 av segraren i All Comers Round, Frank Riseley, och besegrade denne med 7-5, 6-3, 6-0. De två möttes igen året därpå, 1904, också då med Laurie som segrare. 
I finalen 1905 besegrade Laurie Norman Brookes, en australisk tennisspelare som två år senare skulle bli den förste utlänning som vann Wimbledonmästerskapen. Laurie Doherty blev själv den förste utlänning som segrade i Amerikanska mästerskapen (1903, finalseger över amerikanska ettan William Larned, 6-0, 6-3, 10-8). Sin sista Wimbledontitel i singel vann Laurie Doherty 1906, åter genom finalseger över Riseley. 
År 1900 tog han guld i både singel och dubbel i OS i Paris. Han och hans bror utgjorde det brittiska Davis Cup-laget som 1903–1906 hemförde DC-titeln till sitt land. Han spelade 12 matcher för laget och vann alla. 

## Spelstil
Laurie Doherty var kortare till växten och mer atletiskt byggd än sin bror, och ansågs av samtida kännare vara den bättre tennisspelaren. Han anses av många vara den bäste spelaren före första världskriget. 

## Grand Slam-titlar
- Wimbledonmästerskapen
  - Singel - 1902, 1903, 1904, 1905, 1906
  - Dubbel - 1897, 1898, 1899, 1900, 1901, 1903, 1904, 1905
- Amerikanska mästerskapen
  - Singel - 1903
  - Dubbel - 1902, 1903